# Akëdysséril
Akëdysséril est un conte d'Auguste de Villiers de l'Isle-Adam qui parut pour la première fois dans La Revue contemporaine du 25 juillet 1885.

## Résumé
La ville sainte de Bénarès attend le retour d'Akëdysséril, la jeune souveraine triomphatrice des deux rois du nord...

## Texte
Akëdysséril (lire sur Wikisource)

## Éditions
- Akëdysséril dans La Revue contemporaine, édition du 25 juillet 1885.
- Akëdysséril, dans L'Amour suprême, 1886.